# Polysteganus
Polysteganus es un género de peces de la familia Sparidae, del orden Perciformes. Este género marino fue descrito científicamente en 1870 por Carl Benjamin Klunzinger.

## Especies
Especies reconocidas del género:
- Polysteganus baissaci M. M. Smith, 1978
- Polysteganus cerasinus Iwatsuki & Heemstra, 2015[2]
- Polysteganus coeruleopunctatus (Klunzinger, 1870)[2]
- Polysteganus flavodorsalis Iwatsuki & Heemstra, 2015[2]
- Polysteganus lineopunctatus (Boulenger, 1903)[2]
- Polysteganus mascarenensis Iwatsuki & Heemstra, 2011
- Polysteganus praeorbitalis (Günther, 1859)
- Polysteganus undulosus (Regan, 1908)